# Mieczysław Zygfryd Słowikowski

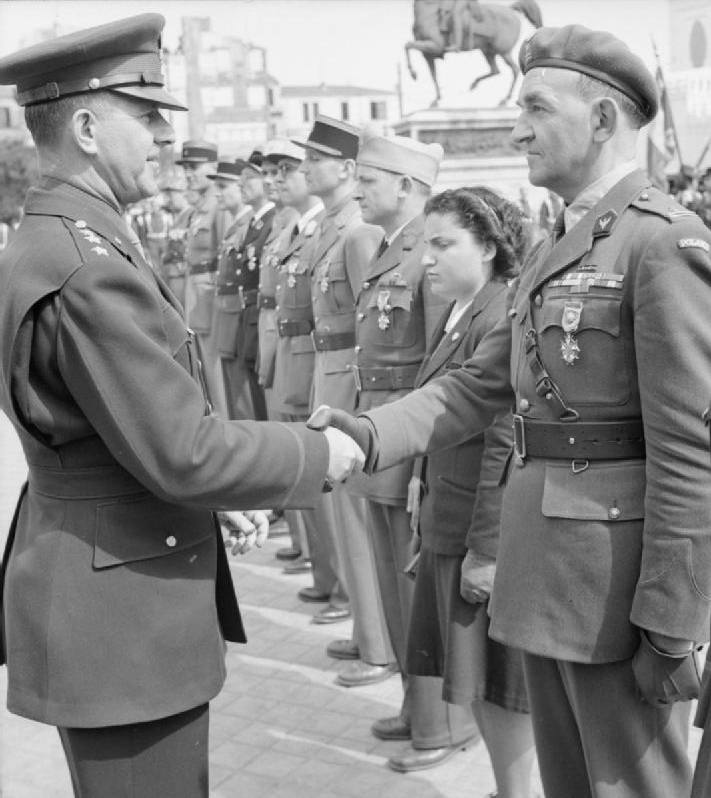
Ordensverleihung durch General Jacob L. Devers

Mieczysław Zygfryd Słowikowski (* 25. Februar 1896 Jazgarzew bei Warschau; † 29. Juli 1989 in London), nom de guerre Rygor war ein polnischer Offizier und Leiter des polnischen Geheimdienstes in Nordafrika.

## Leben
Słowikowski kam 1918 zur polnischen Armee und war von 1919 bis 1921 im Polnisch-Sowjetischen Krieg eingesetzt. Er schloss 1925 die Höhere Kriegsschule Warschau ab und arbeitete beim polnischen Verteidigungsministerium. Vier Jahre war er im Generalstab von Józef Piłsudski eingesetzt. 1937 wurde er Diplomat im polnischen Konsulat in Kiew in der Ukrainischen Sozialistischen Sowjetrepublik, sein Amtsbezirk war Südrussland. Beim Überfall auf Polen war Słowikowski dort als Botschaftssekretär akkreditiert, am 24. August 1939 hörte er im Rundfunk die Ankündigung des Hitler-Stalin-Paktes.
Nachdem die deutsche Wehrmacht und die Rote Armee im September 1939 Polen besetzten, floh Słowikowski nach Südfrankreich und arbeitete dort als Offizier beim Nachrichtendienst für die polnische Exilregierung in London.
Nach der Kapitulation von Philippe Pétain im Juni 1940, organisierte Słowikowski mit Major Wincenty Zarembski (Tudor) in Toulouse ein Netzwerk zur Evakuierung polnischer Soldaten aus Frankreich. Im Juli 1941 wurde Słowikowski mit dem Aufbau und der Leitung des polnischen Exil-Nachrichtendienstes in Französisch-Nordafrika mit dem Namen Agency Africa beauftragt.
Die Agency Africa mit Geschäftssitz im Nouvel Hôtel du Palmier 6, rue Arago in Algier, befasste sich mit dem Handel von Hafer und Nachrichten, wozu Major Maksymilian Ciężki aka Mr. Miller den Sender Mathew betrieb. Weitere Sender wurden von Major Wincenty Zarembski Tudor und Hauptmann Gwindo Langer aka Luc Whirlwind betrieben. Die US-Regierung hielt die diplomatischen Beziehungen mit dem Vichy-Regime mit Robert Murphy und Somerville Pinkney Tuck aufrecht und lieferte Waren nach Nordafrika, deren Verwendung zwölf zusätzliche Vize-Konsuln (die sogenannten „12 Apostel“) beobachteten. Słowikowski berichtete, dass das gelieferte Benzin vom Deutschen Afrikakorps verbraucht wurde. Das Netzwerk, das Słowikowski in Nordafrika installiert hatte, berichtete umfassend über die militärische Stärke und die Standorte der französischen Armee in Nordafrika, die dem deutschfreundlichen Regime in Vichy unterstand. Die gelieferten Informationen waren maßgeblich für die Operation Torch. Robert Murphy gab später an, dass Słowikowskis Informationen der eigentliche Beweggrund für die alliierte Invasion in Nordafrika gewesen sind.
Die polnische Exilregierung dekorierte Major Słowikowski im August 1943 mit dem Verdienstkreuz der Republik Polen in Gold mit Schwertern. Am 28. März 1944 dekorierte der US-amerikanische General Jacob L. Devers Słowikowski mit dem amerikanischen Legion of Merit. Die britische Regierung verlieh ihm den Order of the British Empire. Im September 1944 reiste Słowikowski nach Großbritannien, wo er bis 1947 das polnische Infanterie-Ausbildungszentrum in Crieff leitete. Später arbeitete er im Vereinigten Königreich als Metallfacharbeiter.

## Filme
Im Schatten von Casablanca, WDR 2010